# Reinhold Kaub
Reinhold Kaub (* 14. Mai 1929 in Essen; † 26. März 2015 in Passau) war ein deutscher Politiker (SPD).

## Leben
Reinhold Kaub, der im Alter von zwölf Jahren nach München zog und seit 1946 im Landkreis Starnberg wohnte, machte 1948 das Abitur, studierte Rechts- und Staatswissenschaften in München, Tübingen und Würzburg und legte das Referendar-Examen und das Assessoren-Examen ab. Nach seiner Promotion trat er in den bayerischen Staatsdienst ein und arbeitete als Rechtsreferent für das Landesversorgungsamt München. 1962 wurde er Mitglied der SPD, für die er von 1966 an im Gemeinderat von Söcking sowie im Starnberger Kreistag saß. Ende 1967 rückte er für den ausgeschiedenen Alfons Bayerl in den Bayerischen Landtag nach, dem er noch bis 1978 angehörte. Im Dezember 1972 wurde er parlamentarischer Geschäftsführer der Landtagsfraktion der SPD. 1974 wurde er dann Vorsitzender der SPD im Unterbezirk Oberland.
In den Jahren 1978 und 1979 war er Vorsitzender des SPD-Kreisverbands Starnberg.